# Пайе, Стивен
Стивен Пайе (англ. Stephen Paea; 11 мая 1988, Окленд) — профессиональный новозеландский футболист, выступал на позиции тэкла защиты. С 2011 по 2017 год играл в НФЛ, большую часть карьеры провёл в составе клуба «Чикаго Беарс». На студенческом уровне выступал за команду университета штата Орегон, на драфте НФЛ 2011 года был выбран во втором раунде.

## Биография
Стивен Пайе родился 11 мая 1988 года в Окленде в Новой Зеландии. Один из четырёх детей в семье. Когда ему было три месяца, семья переехала в Тонгу. Его детство прошло на островах Вавау. Подростком Пайе начал заниматься регби, играл на позиции восьмого номера. Он планировал вернуться в Новую Зеландию и начать профессиональную карьеру, но затем переехал к родственнику в США, где жил в Канзасе и Юте. В последний год учёбы в старшей школе Тимпвью в Прово он начал играть в футбол. После выпуска Пайе поступил в общественный Сноу-колледж в городе Ифрэим, где провёл два года.

### Любительская карьера
В 2008 году Пайе поступил в университет штата Орегон, сразу же став одним из основных игроков защиты команды. В дебютном сезоне он сыграл в тринадцати матчах, сделав пять сэков. В 2009 году его выбрали одним из капитанов команды. Пайе сыграл тринадцать матчей, стал лидером «Биверс» по числу захватов с потерей ярдов и сэков. По итогам сезона он вошёл в состав сборной звёзд конференции Pac-10 и стал обладателем Моррис Трофи, награды лучшему линейному защиты Pac-10, присуждаемой по итогам опроса линейных нападения конференции.
Перед началом турнира 2010 года Пайе назывался в числе претендентов на ряд индивидуальных наград NCAA. Он второй сезон подряд был капитаном команды. В двенадцати сыгранных матчах он сделал шесть сэков. Второй раз подряд Пайе стал обладателем Моррис Трофи, также он был признан Защитником года в конференции Pac-10. По итогам сезона агентство Associated Press включило его в сборную звёзд сезона, Пайе стал первым с 1967 года линейным защиты «Орегон Стейт», попавшим в её состав. Всего за карьеру он провёл 38 игр, 37 из них начал в стартовом составе команды, играя на позиции тэкла 3-й техники.

#### Статистика выступлений в NCAA
| Сезон | Команда             | Игры | Захваты | Захваты | Захваты | Захваты | Захваты | Перехваты | Перехваты | Перехваты | Перехваты | Перехваты | Фамблы | Фамблы | Фамблы | Фамблы |
| Сезон | Команда             | Игры | Solo    | Ast     | Tot     | Loss    | Sk      | Int       | Yds       | Y/R       | TD        | PD        | FR     | Yds    | TD     | FF     |
| ----- | ------------------- | ---- | ------- | ------- | ------- | ------- | ------- | --------- | --------- | --------- | --------- | --------- | ------ | ------ | ------ | ------ |
| 2008  | Орегон Стейт Биверс | 13   | 14      | 27      | 41      | 11,0    | 5,0     | 0         | 0         | 0,0       | 0         | 1         | 0      | 0      | 0      | 1      |
| 2009  | Орегон Стейт Биверс | 13   | 22      | 21      | 43      | 8,5     | 3,0     | 0         | 0         | 0,0       | 0         | 0         | 0      | 0      | 0      | 4      |
| 2010  | Орегон Стейт Биверс | 12   | 20      | 25      | 45      | 10,0    | 6,0     | 0         | 0         | 0,0       | 0         | 2         | 0      | 0      | 0      | 4      |
| Всего | Всего               | 38   | 56      | 73      | 129     | 29,5    | 14,0    | 0         | 0         | 0,0       | 0         | 3         | 0      | 0      | 0      | 9      |

### Профессиональная карьера
Во время съезда скаутов и показательных тренировок перед драфтом НФЛ Пайе установил рекорд мероприятия в жиме лёжа, подняв штангу весом 102 кг 49 раз менее чем за минуту. Аналитик сайта Bleacher Report Адам Хиршфилд характеризовал его как одного из самых готовых к выступлениям на уровне НФЛ тэклов защиты. На драфте он был выбран клубом «Чикаго Беарс» во втором раунде. Для этого генеральный менеджер команды Джерри Анджело произвёл обмен с «Вашингтоном», дополнительно отдав выбор четвёртого раунда.

### Чикаго Беарс

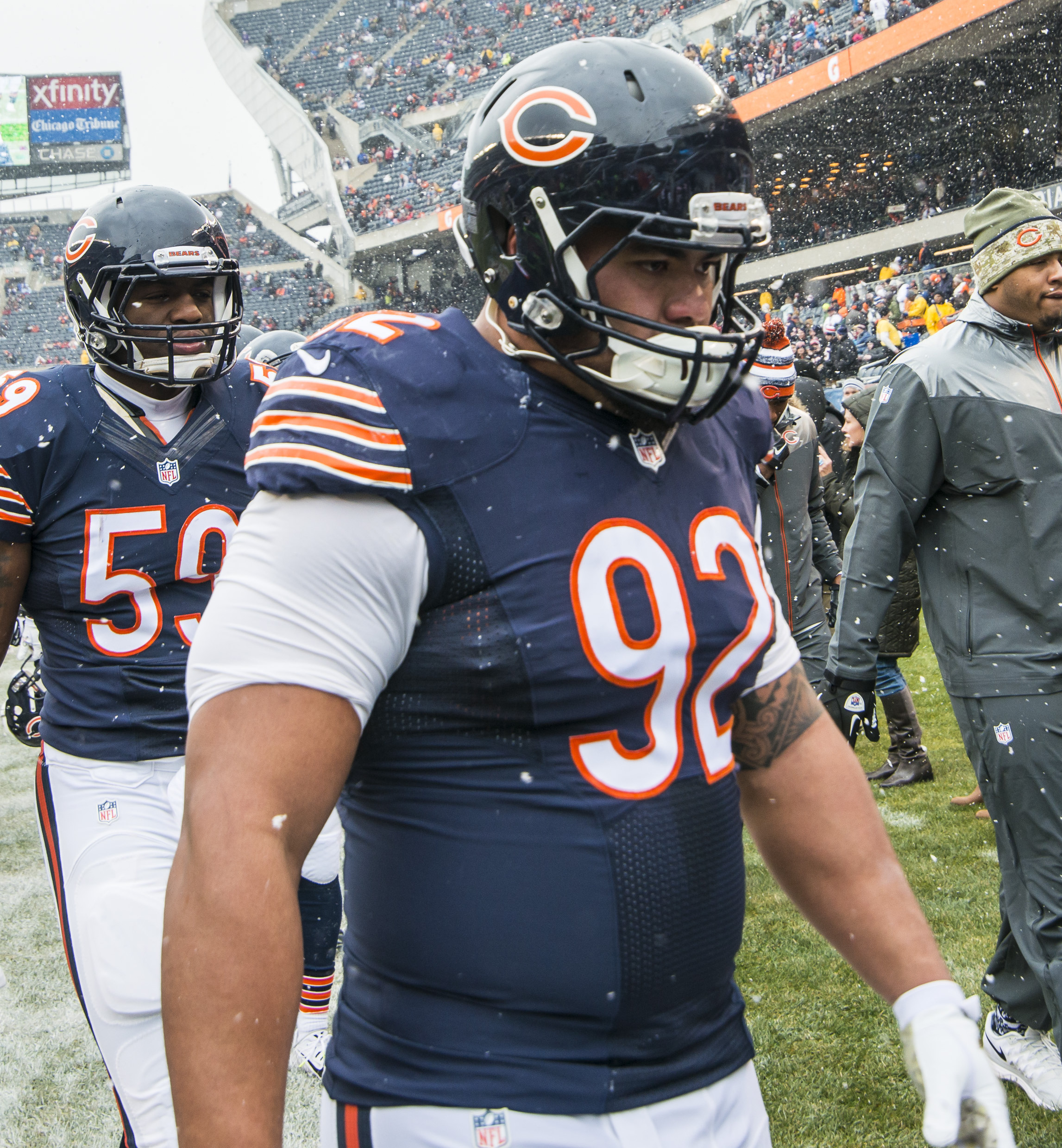
Пайе в составе «Чикаго Беарс», 2014 год.

Из-за последствий полученной во время матча всех звёзд среди выпускников колледжей травмы колена и проблем с адаптацией, Пайе пропустил первые пять матчей регулярного чемпионата 2011 года. Его дебют в НФЛ состоялся только 16 октября. Первый сезон он завершил с 19 захватами и двумя сэками. В 2012 году Пайе сыграл в пятнадцати матчах регулярного чемпионата, сделав всего 2,5 сэка, но эффективно создавал возможности для успешных действий лайнбекеров и другого тэкла команды Хенри Мелтона. Во время сборов в следующее межсезонье он получил травму голеностопа, затем последовало ещё несколько повреждений. В чемпионате 2013 года Пайе смог принять участие только в тринадцати играх, а в концовке уступил место в стартовом составе ветерану Джеремайе Рэтлиффу. Сезон 2014 года стал для него первым, в котором он провёл в основном составе «Беарс» все шестнадцать игр регулярного чемпионата. Он установил личный рекорд, сделав шесть сэков, и форсировал два фамбла. По количеству оказанных на квотербека давлений Пайе стал третьим в лиге среди игроков своего амплуа. После завершения сезона он получил статус свободного агента.

### Дальнейшая карьера
В марте 2015 года Пайе заключил четырёхлетний контракт на сумму 21 млн долларов с «Вашингтон Редскинс». В основном составе команды он закрепиться не смог, приняв участие в одиннадцати играх в роли запасного. Сезон для него завершился досрочно из-за травмы. За проведённое на поле время Пайе сделал 24 захвата и 1,5 сэка. В августе 2016 года клуб отчислил его. Спустя несколько дней он подписал контракт с «Кливлендом». В сезоне 2016 года он сыграл тринадцать матчей, сделав 0,5 сэка. В марте 2017 года Пайе заключил однолетнее соглашение на 2 млн долларов с «Далласом», координатором защиты которого был знакомый ему по работе в «Чикаго» Род Маринелли.
Осенью 2017 года он провёл за «Даллас» четыре игры, после чего получил травму колена. В октябре Пайе объявил о завершении карьеры, заявив, что состояние здоровья не позволяет ему играть на том уровне, который он хочет показывать. Суммарно за семь лет выступлений в НФЛ он сыграл 83 матча, сделав 129 захватов и 14 сэков.

#### Статистика выступлений в НФЛ

##### Регулярный чемпионат
| Сезон | Команда            | Игры | Захваты | Захваты | Захваты | Захваты | Захваты | Перехваты | Перехваты | Перехваты | Перехваты | Перехваты | Фамблы | Фамблы | Фамблы | Фамблы |
| Сезон | Команда            | Игры | Solo    | Ast     | Tot     | Loss    | Sk      | Int       | Yds       | Y/R       | TD        | PD        | FR     | Yds    | TD     | FF     |
| ----- | ------------------ | ---- | ------- | ------- | ------- | ------- | ------- | --------- | --------- | --------- | --------- | --------- | ------ | ------ | ------ | ------ |
| 2011  | Чикаго Беарс       | 11   | 8       | 6       | 14      | 2       | 2,0     | 0         | 0         | 0,0       | 0         | 0         | 0      | 0      | 0      | 0      |
| 2012  | Чикаго Беарс       | 15   | 13      | 11      | 24      | 4       | 2,5     | 0         | 0         | 0,0       | 0         | 1         | 0      | 0      | 0      | 0      |
| 2013  | Чикаго Беарс       | 13   | 11      | 12      | 23      | 3       | 1,5     | 0         | 0         | 0,0       | 0         | 3         | 0      | 0      | 0      | 0      |
| 2014  | Чикаго Беарс       | 16   | 24      | 9       | 33      | 9       | 6,0     | 0         | 0         | 0,0       | 0         | 2         | 0      | 0      | 0      | 2      |
| 2015  | Вашингтон Редскинс | 11   | 11      | 8       | 19      | 4       | 1,5     | 0         | 0         | 0,0       | 0         | 0         | 0      | 0      | 0      | 1      |
| 2016  | Кливленд Браунс    | 13   | 6       | 6       | 12      | 0       | 0,5     | 0         | 0         | 0,0       | 0         | 0         | 0      | 0      | 0      | 0      |
| 2017  | Даллас Каубойс     | 4    | 3       | 1       | 4       | 2       | 0,0     | 0         | 0         | 0,0       | 0         | 0         | 0      | 0      | 0      | 0      |
| Всего | Всего              | 83   | 76      | 53      | 129     | 24      | 14,0    | 0         | 0         | 0,0       | 0         | 6         | 0      | 0      | 0      | 3      |